# 養小鬼
養小鬼又稱養鬼仔，指收養夭折嬰兒或早逝的小孩的靈魂並供養的行為
若有所求於小鬼，是預支未來，甚至是後代的福報來做交換，當福報不足預支將反噬風險
與泰國古曼童本質有所區別